# Luigi Trombetta
Luigi Trombetta (Lanúvio, 3 de fevereiro de 1820 - Roma, 17 de janeiro de 1900) foi um cardeal da Igreja Católica italiano.

## Biografia
Foi ordenado padre em março de 1844. Foi advogado da Sagrada Rota Romana, cônego do capítulo da Basílica Liberiana, subsecretário, pró-secretário e secretário da Congregação de Bispos e Regulares.
Nesta função, foi criado cardeal pelo Papa Leão XIII, no Consistório de 19 de junho de 1899, recebendo o barrete vermelho e o título de cardeal-diácono de Santo Eustáquio em 22 de junho.
Faleceu em 17 de janeiro de 1900, em paz, do marasmo senil que o afligia, no Palazzo Morosini, em Roma. Velado na Igreja titular do seu título cardinalício, foi sepultado no cemitério de Campo di Verano, em Roma. Uma rua foi batizada em sua homenagem em Lanúvio.